# Требиште
Требиште (старословенски треб — жртва) је напуштено светилиште на коме су стари Словени приносили жртве својим боговима.

## Старословенска светилишта
На одређеним мјестима која су се звала требишта приносиле су се жртве старим словенским паганским божанствима. Требник је олтар таквог словенског многобожачког светилишта.

## Очување
Задржали су се као топоними, (Требиње — град у Херцеговини - Република Српска; Требиње — село у општини Куршумлија у Србији; Требиште - село у Републици Македонији), али и у савременом жаргону означавајући посебно лијепу дјевојку — треба — нарочито у Босни. (изабрана да се дарује боговима ).